# LGユープラス
LG ユープラス (旧・LGテレコム) は大韓民国の大手電気通信事業者。2010年1月1日にLGグループ傘下の通信会社、(旧)LGテレコム、LGデーコム、LGパワーコムの3社が合併し「統合LGテレコム」が誕生。同年7月1日、社名を「LGユープラス（LG Uplus）」に変更した。株式は韓国取引所、店頭市場部（旧･コスダック）に上場（証券コード:32640）。

## 移動体通信事業
(旧)LGテレコムはLGグループや海外の携帯電話事業者の出資で、1997年10月にサービスを開始した。ただし、最後発での市場参入であり、しばらくの間は赤字での経営を余儀なくされる。サービスエリアの拡大も懸案事項だったが、一部でKTFのネットワークをローミングすることにより、不便さを解消している。サービス開始時に割り当てられた、電話番号の頭3桁に付けられる事業者固有番号は019。ただ、番号ポータビリティ制度導入後は010に統一され、現在はLG U+（旧・canU）ブランドを展開している。
第二世代携帯電話方式にはcdmaOne方式、PCS帯 (1900MHz)を使用。第三世代携帯電話方式は、CDMA2000を採用。EV-DO Rev.Aによる高速パケット通信サービスも提供している。国際ローミングに対応した端末も販売されており、日本ではKDDIおよび沖縄セルラー電話の各au携帯電話にローミングする（ただし、auのグローバルパスポート対応端末は韓国ではLGテレコムではなくSKテレコムにローミングする）。
ペ・ヨンジュンが長年、テレビコマーシャルで出演していた。

## 固定通信事業
LGデーコムは、韓国通信からデータ通信部門を分社化したデーコム(Dacom)社。LGパワーコムは韓国電力公社が設立した通信事業者、パワーコム(Powercomm)社をLGグループが子会社化したものであった。